# ФК Пакруойис
Пакруойис (на литовски: Pakruojo futbolo centras) е бивш литовски футболен клуб от град Пакруойис.

## Успехи
- Втора лига (1): 2016

## Сезони (2016 – 2019)
| Сезон | Hиво | Лига       | Място |
| ----- | ---- | ---------- | ----- |
| 2016  | 3.   | Втора лига | 1.    |
| 2017  | 2.   | Първа лига | 9.    |
| 2018  | 2.   | Първа лига | 7.    |
| 2019  | 2.   | Първа лига | 15.   |